# Üçkapılı, Niğde
Üçkapılı là một xã thuộc huyện Çamardı, tỉnh Niğde, Thổ Nhĩ Kỳ. Dân số thời điểm năm 2011 là 241 người.